# AmigaKit
Az AmigaKit Ltd. (röviden: AmigaKit vagy Amiga Kit) 2004 júniusában a walesi Cardiffben alakult cég, mely Amiga hardverek gyártásával és kereskedelmével, viszonteladásával foglalkozik.

## Történet
A cég alapítását megelőző időszak az Amiga-piac folyamatos leépüléséről, a piaci szereplők megszűnéséről, vagy tevékenységük fókuszának gyökeres megváltozásáról szólt. Az Amiga Kit projekt indulása előtt részletes piacelemzés készült, mely tisztázta azt, hogy jelentős innováció szükséges a piac életképes fenntartásához. A tanulmány azt is megállapította, hogy ehhez sürgősen szükség van egy stabil hátterű kereskedelmi egységre, mely megfizethető áron kínálja mind a cég saját gyártású, mind egyéb gyártók termékeit.
Az indulást nehezítette, hogy az Amigák egyedi chipek sorával készültek, melyek legtöbbször nem voltak megtalálhatók a főbb hardverelem-gyártók termékpalettáján. Az akkoriban egyes kiskereskedelmi egységek kínálatában még fellelhető tételek korábbi években gyártott darabok voltak, mely készletek hamar kifogytak. A sikeres működéshez tehát mindenképp szükség volt saját gyártású termékekre, de külső gyártókra is kellett támaszkodni, továbbá megkezdték különféle korábbi gyártók még meglévő készleteit felvásárolni.

### Időrendben
- 2005: Az Amiga Kit felvásárolta az Eyetech Group fennmaradt készleteit és egy megállapodás révén megkezdte a korábbi ügyfelek kiszolgálását. Ugyanebben az évben kezdte meg a cég árusítani a német Individual Computers és a BPlan termékeit (pl. Pegasos II, Efika).
- 2006: Ebben az évben kezdték meg a Cloanto Amiga Forever emulációs csomagjának értékesítését.
- 2008: Az olasz ACube Systemsszel kötött megállapodás nyomán megkezdték SAM 440 alaplapok és konfigurációk árusítását AmigaOS 4.0 operációs rendszerrel.
- 2009-11: Az év elején "Amiga Kit Technical Services" néven új részleg alakult az összes műszaki tevékenység (összeszerelés, szerviz és hardverfejlesztés) koordinálására. Az A-EON Technology ez év elején kezdte szállítani az Amiga Kit számára az új AmigaOne X1000 modelljeit bétatesztelésre és az Amiga Kit csapata tervezte meg a gépek házát és néhány perifériáját (billentyűzet, egér). Két év tesztidőszak után került a piacra a modell, az Amiga Kit terjesztésében.[5]
- 2012-14: Amiga Kickstart ROM-okat már 2012-től árusítottak, de 2014-től már a jogokat hivatalosan birtokló Cloantotól.
- 2015-16: Az Amiga Kit csapata kapta ismét az A-EON legújabb gépének, az AmigaOne X5000 bétatesztelését feladatul.
- 2017: Az Apollo Teammel kötött megállapodás nyomán megkezdték az Apollo Core-on alapuló "classic" Amiga gyorsítókártyák forgalmazását.[6]
- 2019: Áprilisban a cégcsoport átstrukturálása során a Leaman Computing Ltd. eladta részesedését az AmigaKit Ltd.-nek, mely cég újként került bejegyzésre ekkor, a tulajdonosi háttér azonban ugyanaz maradt.[2] Szeptemberben bejelentették, hogy az Amiga Kit megvásárolta az AK-Datatype-okat azok fejlesztőjétől, Andreas Kleinerttől.[7]

## Szoftverfejlesztés
Az évek során az Amiga Kit berkein belül számos saját fejlesztésű szoftver készült Amigákhoz.
- A legismertebb az EasyNet projekt, mely 2004-ben indult és hálózatos, illetve Internet-képességekkel ruházta fel az Amigákat. A projekt folyamatosan fejlődik, 2013-ban kaptak a keretein belül egyes wi-fi eszközök is támogatást.[8]
- Az OS-Install szoftverrel kényelmes keretrendszert adtak az AmigaOS M68k-kompatibilis változatainak (1.1-3.9) telepítéséhez.[9]
- 2011-ben, az Amiga Kit részbeni finanszírozásában valósulhatott meg az AmigaOS 4.1 for Classics változata, a Hyperion Entertainment gondozásában.[10]
- EasyADF, mely a népszerű ADF, illetve ADZ lemezképformátum, továbbá LHA tömörítvények kezelésére alkalmas.

## Hardverfejlesztés
Az évek során az Amiga Kit berkein belül számos saját fejlesztésű hardver készült Amigákhoz. Összeszereltek egyedi Amiga 1200 asztali és toronyrendszereket, AmigaOne X1000, illetve legutóbb X5000 gépeket készítenek. A "classic" Amiga-modellekhez adaptereket, hátlapi csatlakozókat, kábeleket gyártanak. A teljesség igénye nélkül, ezek:
- A600GS videójáték-konzol;[4]
- A1200NG alaplap;[3]
- 4 eszközt kezelni képes IDE bővítmény Amiga 4000-hez;
- ZorRAM, Zorro III memóriabővítő kártya;
- Kickstart ROM átkapcsoló;
- Egér/Joystick átkapcsoló;
- Joystick;
- 4 eszköz csatlakoztatására alkalmas Clockport bővítőkártya;
- 1 MiB-os memóriabővítő kártya Amiga 600-hoz.